# 木田佳介
木田 佳介（きだ けいすけ、1993年2月13日 - ）は、日本の俳優。A-PLUS所属。

## 人物
- 身長 177cm、靴 26.5cm
- 趣味 人間観察、釣り
- 特技 サッカー（水戸ホーリーホックユース出身）
- GirlsAward×avex『Boys Award Audition』特別賞（2015年）を受賞し芸能界デビューを果たす。

## 出演
ドラマ
カンテレ・フジテレビ系『秘密～THE TOP SECRET～』
2025年3月3日
TX『マイ・ワンナイト・ルール』
2025年1月14日
TOKYO MX 月10ドラマ『オトナの授業』
2024年5月6日～6月24日
TBS『フェルマーの料理』
2023年10月20日～12月22日
TX『俺の美女化が止まらない！？』
2023年4月5日～5月24日
WOWOW オリジナルドラマ『TOKYO VICE』
2022年4月24日～6月12日
日本映画専門チャンネル『龍虎の理』
2021年7月25日、8月25日
東映ビデオ『列島制覇 -非道のうさぎ-』

### BBB『レッドブリッジ』
- 2022年6月4日公開 松竹/アスミック・エース『ホリック xxxHOLiC』 2022年4月29日公開 東映『孤狼の血 LEVEL2』 2021年8月20日公開 ギャガ『賭ケグルイ 絶体絶命ロシアンルーレット』 2021年5月12日公開 ワーナー・ブラザーズ映画『東京リベンジャーズ』 2021年7月9日公開 ワーナー・ブラザーズ映画『地獄の花園』 2021年5月21日公開 エイベックス・ピクチャーズ『ホムンクルス』 2021年4月2日公開 ワーナー・ブラザーズ映画『嘘食い』 2022年2月11日公開 アルバトロス・フィルム『灰色の壁 -大宮ノトーリアス-』 2022年2月25日公開 『最悪は友達さ』 2021年公開 キノフィルムズ『ミッドナイトスワン』 2020年9月25日公開 ライツキューブ『大阪闇金』 2021年4月10日公開

- 民暴（2016年1月） - 白石組組員 役
- CONFLICT 〜最大の抗争〜（2016年5月） - 四代目東仁連合構成員 アキラ 役
- 國士参上!（2016年8月）
- 第9回沖縄国際映画祭 特別上映作品「帰ってきたバスジャック」（監督：藤原健一） - 葛西明人（小宮昇の同僚） 役
- 龍が如く 魂の詩。（2017年）
- FAKE PLASTIC PLANET（2019年）
- ダンスウィズミー（2019年）
- HiGH&LOW THE WORST（2019年） - 寺門 役
- 大阪闇金（2021年） - 田中幸太郎 役
- 灰色の壁 -大宮ノトーリアス-（2022年） - 山本 役[1]
- 修羅の世界（2022年） - アソウ 役
- レッドブリッジ / レッドブリッジ ビギニング（2022年） - 鮫島アツシ 役[2]
- プロジェクト・カグヤ（2025年公開予定） - 松本蓮司 役[3]

### Vシネマ
- 欲望の代償（2016年） - 関東侠仁会戸越組組員 役
- 餓鬼極道〜組長への道〜3,4（2019年） - 主演・黒田晃 役 ※初主演作品
- CONFLICT 〜最大の抗争〜 外伝 織田征仁2（2019年） - 東仁連合構成員 役
- 覇者の掟 第三章・第四章・第五章（2019年） - 竜仁会二代目山際組組員 宍戸彰 役
- 日本統一34（2019年） - 侠和会 ミツル(川谷三代目会長の付き人) 役
- 影と呼ばれた男たち（2019年）
- ヒットマン1,2（2020年） - 主演・河西組組員 山内寛治 役

### TV
- テレビ東京系 水曜ミステリー9「邪魔」（2015年9月）
- 日本テレビ系 金曜ロードショー特別ドラマ「磁石男2015」（2015年9月）
- テレビ東京系 ドラマ24「ナイトヒーロー NAOTO」（2016年4月）
- NHK「精霊の守り人 悲しき破壊神」（2017年）
- コーヒー&バニラ（2019年7月4日 - 9月6日、毎日放送） 8話 - ホスト役
- 龍虎の理（2021年5月28日、日本映画専門チャンネル）
- 俺の美女化が止まらない!?（2023年4月6日 - 5月25日、テレビ東京） - ジュカ 役[4]
- フェルマーの料理（2023年10月20日 - 12月22日、TBS） - 鳥越円 役[5]
- 消せない「私」〜復讐の連鎖～ 第8話（2024年2月24日、日本テレビ） - ハルト 役
- オトナの授業（2024年5月6日 - 、TOKYO MX） - 我妻秋哉 役[6]
- Qrosの女 スクープという名の狂気 第5話（2024年11月4日、テレビ東京） - 半グレ 役
- 秘密〜THE TOP SECRET〜 第6話（2025年3月3日、関西テレビ・フジテレビ） - 早瀬翔 役[7]

### ウェブドラマ
- 恋愛ドラマな恋がしたい〜KISS or Kiss〜（2021年5月1日 - 7月17日、AbemaTV）

### イベント・その他
- 「GirlsAward 「Bershka」 Brand stage (2015年2016年)
- 「GirlsAward 2017 AUTUMN/WINTER」 楽天O-netステージ（2017年9月）
- Abema TV「声だけ天使」
- Abema TV「ゴシップジェネレーション」